# Teofilacto Rangabé
Teofilacto Rangabé (en griego: Θεοφύλακτος, ὁ τοῦ Ῥαγγαβέ, fl. 780) fue un drungario griego bizantino y padre del emperador. Miguel I Rangabé (gobernó entre 811 y 813).

## Vida
Solo se le conoce por su participación, junto con otros altos funcionarios, en una conspiración fallida en 780 para arrebatarle el trono a la emperatriz regente Irene de Atenas y nombrar en su lugar a Nicéforo, el hijo mayor superviviente de Constantino V. En aquel entonces, ocupaba el cargo de drungario del Dodecaneso (aproximadamente el sur del mar Egeo). Tras descubrirse la conspiración, Irene mandó azotar públicamente a los conspiradores, tonsurarlos y desterrarlos.